# Astérix y los vikingos
Astérix y los vikingos (Asterix and the Vikings) es un largometraje animado coproducido por Francia y Dinamarca en 2006 con dirección de Stefan Fjeldmark y Jesper Møller. La película fue escrita por Stefan Fjeldmark en colaboración de Jean-Luc Gossens y un diálogo de Philip LaZebnik y adapta la historieta Astérix y los normandos con guion de René Goscinny e ilustraciones de Albert Uderzo, aunque difiere bastante del original. Es la última película animada de los personajes en ser rodada en animación tradicional.

## Argumento
Todo comienza cuando el hermano de Abraracúrcix, Oceanónix, le envía a su hijo para que lo convierta en un hombre de verdad y simultáneamente los vikingos van en busca del Campeón del miedo, ya que desconocen el miedo y quieren que alguien les enseñe qué es. Así, Astérix y Obélix son los encargados de hacerse cargo y entrenar al sobrino de Abraracúrcix.
Mientras realizan un entrenamiento, con toda la aldea atacando un campamento romano de los alrededores, el sobrino de Abraracúrcix es secuestrado por los vikingos y llevado a su pueblo. Durante la travesía, se enamora de Abba, la hija del jefe vikingo.
Mientras se encuentra en su poblado, les enseña a bailar y se lo pasa bien, antes de tener que enseñarles lo prometido, esto es a volar. A la vez, Astérix, Obélix e Ideáfix, emprenden el viaje en su busca. Una vez allí, lo rescatan y regresan a su aldea, con él y con Abba.

## Personajes
- Roger Carel como Astérix e Ideafix.
- Lorànt Deutsch como Gudúrix.
- Sara Forestier como Abba.
- Jacques Frantz, Brad Garrett y Tilo Schmitz como Obélix.
- Pierre Palmade como Cryptograf.
- Pierre Tchernia como el narrador.
- Bernard Alane como Asegurancéturix.
- Marc Alfos como Grossebaf.
- Jules Azem como un niño vikingo.
- Patrick Borg como Caraf.
- Philippe Catoire como Nescaf.
- Bruno Dubernat como Télégraf.
- Luc Florian como Oceanonix.
- Stéphane Fourreau como Olibrius.
- Marion Game como Bonemine.
- Vincent Grass como Abraracúrcix.
- Med Hondo como el vigía.
- Bernard Métreaux como Ordenalfabétix.
- Victor Naudet como un niño vikingo.
- Pascal Renwick como Cétautomatix.
- Estelle Simon como Gauloise.
- Gérard Surugue como Agecanonix.
- Stevens Thuilier como Gaulois.
- Roland Timsit como Abribus.
- Barbara Tissier como Sms.
- Michel Vigné y Götz Otto como Olaf.
- Vania Vilers como Panoramix.
- Brigitte Virtudes como Vikéa.
- Sean Astin como Justforkix.
- Diedrich Bader como Olaf y Unhygienix.
- Dee Bradley Baker como Dogmatix y SMS.
- Jeff Bennett como Getafix y el narrador.
- Corey Burton como Doublehelix.
- Grey DeLisle.
- John DeMita como Fulliautomatix y Nescaf.
- John DiMaggio como Timandahaf.
- Jack Fletcher como el capitán pirata.
- Jess Harnell como Cacofonix.
- Jonathan Nichols.
- Daran Norris como Vitalstatistix.
- Phil Proctor.
- Greg Proops como un criptógrafo.
- Dave Rasner.
- Dwight Schultz como Dubbledekabus.
- Jill Talley.
- April Winchell como Vikea.
- Paul Giamatti y Christian Tramitz como Asterix.
- Dieter Hallervorden como un criptógrafo.
- Dorota Rabczewska, Nora Tschirner y Evan Rachel Wood como Abba.

### Doblaje en España
- Juan Carlos Gustems como Astérix.
- Roger Pera como Gudúrix.
- Camilo García como Obélix.
- Miguel Ángel Jenner como Abradacúrcix.
- Rosa Ginñón como Vikéa.
- Adriá Frías como Cryptograf.
- Jordi Royo como Grossebf.
- Jordi Boixaderas como Océanonix.
- Toni Solantes como Vikingo.